# Carl August Friedrich Buchholz
Pour les articles homonymes, voir Buchholz.
Carl August Friedrich Buchholz (né le 3 octobre 1785 à Lübeck, mort le 15 novembre 1843 dans la même ville) est un avocat allemand et syndic de Lübeck.

## Biographie
Carl August Friedrich Buchholz est le fils du syndic de Lübeck Georg Friedrich Buchholz. Il étudie le droit d'abord à l'université de Göttingen puis en octobre 1805 à l'université de Heidelberg et obtient un doctorat en 1807 à l'université de Halle. Parmi ses amis à Heidelberg, il y a Georg Kloss qui fait un duel au pistolet avec Raphael von Weinzierl.
Pendant ses études, il écrit un certain nombre de livres de voyage, romans et comédies.
En 1808, il reçoit son admission au barreau de Lübeck. On lui reconnaît une capacité de négociation qui l'amène à participer à des affaires de la ville. En 1810, il reprend à Paris les négociations de la réclamation de la faillite due aux dettes de l'ancien maire Mattheus Rodde causées par les obligations contractées avec la ville française et obtient un accord. À son retour à Lübeck, Lübeck devient une administration de modèle français. L'opposition à cette situation politique parvient en 1813 à lui infliger une peine d'emprisonnement contre lui, mais il est amnistié peu après. Il s'enfuit par Riga puis réside à Rügen où il est en sécurité. Au congrès de Vienne (1814-1815) et au congrès d'Aix-la-Chapelle (1818), il représente les intérêts de nombreuses communautés juives en Allemagne dans le but d'améliorer leurs conditions de vie, il est un avocat de l'émancipation des Juifs. De 1823 à 1834, il agit pour l'électorat de Hesse dans de nombreux états allemands et d'autres pays européens. En 1834, il est élu syndic de sa ville natale et travaillé à la Cour suprême de Lübeck en tant que juge. Il demande à l'architecte Alexis de Chateauneuf de lui construire une résidence d'été.
Il fait un premier mariage avec Catharina Eleonora Luise Tesdorpf alors que Lübeck s'appelait Bordeaux puis un deuxième avec Fanny Pauli. Sa fille issue du premier mariage épouse l'avocat Georg Oppenheimer.

## Source de la traduction
- (de) Cet article est partiellement ou en totalité issu de l’article de Wikipédia en allemand intitulé « Carl August Buchholz (Jurist) » (voir la liste des auteurs).